# John L. Bates
John Lewis Bates, född 18 september 1859 i Easton, Massachusetts, död 8 juni 1946 i Boston, var en amerikansk republikansk politiker. Han var viceguvernör i delstaten Massachusetts 1900–1903 och därefter guvernör 1903–1905.
Bates studerade vid Boston University och inledde därefter sin karriär som advokat. Han var talman i Massachusetts representanthus 1897–1899.
Bates efterträdde 1900 Winthrop M. Crane som viceguvernör och efterträddes 1903 av Curtis Guild. Därefter efterträdde han Crane som guvernör och efterträddes 1905 av William Lewis Douglas. Efter tiden som guvernör återvände Bates till sin advokatpraktik.
Prästsonen och metodisten Bates avled 1946 i en ålder av 86 år.